# Andrew Jackson
Andrew Jackson (15 tháng 3 năm 1767 - 8 tháng 6 năm 1845) là một luật sư, quân nhân và chính khách người Mỹ, từng là tổng thống thứ bảy của Hoa Kỳ từ năm 1829 đến năm 1837. Trước khi được bầu vào vị trí tổng thống, Jackson đã nổi tiếng với tư cách là một vị tướng trong Quân đội Hoa Kỳ và phục vụ trong cả hai viện của Quốc hội Hoa Kỳ. Là một tổng thống theo chủ nghĩa bành trướng, Jackson đã tìm cách thúc đẩy quyền của "người bình thường" chống lại "tầng lớp quý tộc thối nát" và để bảo tồn Liên minh.
Sinh ra tại các thuộc địa Carolina trong thập kỷ trước khi Chiến tranh Cách mạng Mỹ, Jackson đã trở thành một luật sư biên giới và kết hôn với Rachel Donelson Robards. Ông đã phục vụ một thời gian ngắn tại Hạ viện Hoa Kỳ và Thượng viện Hoa Kỳ, đại diện cho Tennessee. Sau khi từ chức, ông làm thẩm phán tại Tòa án Tối cao Tennessee từ năm 1798 đến năm 1804. Jackson mua một bất động sản sau đó được gọi là The Hermitage, và trở thành một chủ đồn điền giàu có, chiếm hữu nô lệ. Năm 1801, ông được bổ nhiệm làm đại tá của lực lượng dân quân Tennessee và được bầu làm chỉ huy của lực lượng này vào năm sau. Ông chỉ huy quân đội trong Chiến tranh Creek 1813–1814, giành chiến thắng trong trận Horseshoe Bend. Hiệp ước Pháo đài Jackson sau đó yêu cầu Creek đầu hàng các vùng đất rộng lớn ở Alabama và Georgia ngày nay. Trong cuộc chiến tranh đồng thời chống lại người Anh, chiến thắng của Jackson vào năm 1815 trong trận New Orleans đã khiến ông trở thành anh hùng dân tộc. Jackson sau đó đã lãnh đạo lực lượng Hoa Kỳ trong Chiến tranh Seminole thứ nhất, dẫn đến việc sáp nhập Florida từ Tây Ban Nha. Jackson có thời gian ngắn giữ chức thống đốc lãnh thổ đầu tiên của Florida trước khi trở lại Thượng viện. Ông tranh cử tổng thống năm 1824, giành được đa số phiếu phổ thông và đại cử tri. Vì không có ứng cử viên nào giành được đa số đại cử tri, Hạ viện đã bầu John Quincy Adams trong một cuộc bầu cử ngẫu nhiên. Để phản ứng với "cuộc mặc cả tham nhũng" bị cáo buộc giữa Adams và Henry Clay và chương trình nghị sự đầy tham vọng của Tổng thống Adams, những người ủng hộ Jackson đã thành lập Đảng Dân chủ.
Jackson ra tranh cử lại vào năm 1828, đánh bại Adams với số phiếu chênh lệch lớn. Jackson phải đối mặt với mối đe dọa ly khai của Nam Carolina vì cái mà các đối thủ gọi là "Biểu thuế của sự ghê tởm". Cuộc khủng hoảng đã được xoa dịu khi thuế quan được sửa đổi, và Jackson đe dọa sử dụng vũ lực quân sự nếu Nam Carolina cố gắng ly khai. Tại Quốc hội, Henry Clay dẫn đầu nỗ lực ủy quyền lại Ngân hàng thứ hai của Hoa Kỳ. Jackson, coi Ngân hàng là một tổ chức tham nhũng mang lại lợi ích cho những người giàu có bằng chi phí của những người Mỹ bình thường, đã phủ quyết việc gia hạn điều lệ của nó. Sau một cuộc đấu tranh kéo dài, Jackson và các đồng minh của mình đã triệt để phá bỏ Ngân hàng. Năm 1835, Jackson trở thành tổng thống duy nhất trả hết nợ quốc gia, hoàn thành mục tiêu lâu dài. Trong khi Jackson theo đuổi nhiều cải cách nhằm loại bỏ lãng phí và tham nhũng, nhiệm kỳ tổng thống của ông đã đánh dấu sự khởi đầu của sự lên ngôi của " hệ thống chiến lợi phẩm " của đảng trong chính trường Mỹ. Năm 1830, Jackson ký Đạo luật loại bỏ người da đỏ, đạo luật loại bỏ một cách cưỡng bức hầu hết các thành viên của các bộ lạc lớn ở Đông Nam đến Lãnh thổ của người da đỏ; những lần loại bỏ này sau đó được gọi là Đường mòn nước mắt. Quá trình tái định cư đã tước đoạt đất đai của các quốc gia này và dẫn đến cái chết và dịch bệnh lan rộng. Jackson phản đối phong trào bãi nô, phong trào này đã phát triển mạnh mẽ hơn trong nhiệm kỳ thứ hai của ông. Về đối ngoại, chính quyền của Jackson đã ký kết hiệp ước "tối huệ quốc" với Vương quốc Anh, giải quyết các yêu cầu bồi thường thiệt hại đối với Pháp từ Chiến tranh Napoléon và công nhận Cộng hòa Texas. Vào tháng 1 năm 1835, ông sống sót sau vụ ám sát một tổng thống đang đương chức lần đầu tiên.
Khi về hưu, Jackson vẫn hoạt động trong chính trường của Đảng Dân chủ, ủng hộ các nhiệm kỳ tổng thống của Martin Van Buren và James K. Polk. Mặc dù lo sợ về những ảnh hưởng của nó đối với cuộc tranh luận về chế độ nô lệ, Jackson vẫn ủng hộ việc sáp nhập Texas, được thực hiện ngay trước khi ông qua đời. Jackson đã được tôn kính rộng rãi ở Hoa Kỳ như một người ủng hộ dân chủ và bình dân. Nhiều hành động của ông tỏ ra gây chia rẽ, thu hút được sự ủng hộ nhiệt thành lẫn sự phản đối mạnh mẽ của nhiều người trong nước. Danh tiếng của ông đã bị ảnh hưởng kể từ những năm 1970, phần lớn là do quan điểm chống chủ nghĩa bãi nô của ông và chính sách buộc phải loại bỏ người Mỹ bản địa khỏi quê hương tổ tiên của họ. Tuy nhiên, các cuộc khảo sát của các nhà sử học và học giả đã xếp Jackson được ưu ái trong số các tổng thống Hoa Kỳ.

## Tuổi thơ và giáo dục
Andrew Jackson sinh ngày 15 tháng 3 năm 1767 tại vùng Waxhaws thuộc Carolina. Cha mẹ ông là những người thực dân Scotland-Ireland Andrew Jackson và vợ ông là Elizabeth Hutchinson, những người Trưởng lão đã di cư từ Ulster, Ireland, hai năm trước đó. Cha của Jackson sinh ra ở Carrickfergus, County Antrim, vào khoảng năm 1738. Cha mẹ của Jackson sống ở làng Boneybefore, cũng thuộc County Antrim. Tổ tiên của ông có nguồn gốc từ Killingswold Grove, Yorkshire, Anh.
Khi nhập cư đến Bắc Mỹ vào năm 1765, cha mẹ của Jackson đã mang theo hai người con từ Ireland, Hugh (sinh năm 1763) và Robert (sinh năm 1764). Gia đình có lẽ đã định cư ở Philadelphia. Nhiều khả năng họ đã đi du lịch trên bộ qua Dãy núi Appalachian đến cộng đồng người Scotland-Ireland ở Waxhaws, chạy dọc biên giới giữa Bắc và Nam Carolina. Cha của Jackson qua đời vào tháng 2 năm 1767 ở tuổi 29, trong một tai nạn khai thác gỗ khi đang dọn đất, ba tuần trước khi con trai ông là Andrew được sinh ra. Jackson, mẹ và các anh trai của ông sống với dì và chú của Jackson ở vùng Waxhaws, và Jackson được hai linh mục ở gần đó dạy dỗ.
Nơi sinh chính xác của Jackson không rõ ràng vì thiếu thông tin về hành động của mẹ ông ngay sau đám tang của chồng. Khu vực này quá xa xôi nên biên giới giữa Bắc và Nam Carolina chưa được khảo sát chính thức. Năm 1824, Jackson viết một lá thư nói rằng ông được sinh ra trên đồn điền của người chú James Crawford ở hạt Lancaster, Nam Carolina. Jackson có thể đã tuyên bố là một người Nam Carolina vì bang đang xem xét việc hủy bỏ Biểu thuế năm 1824, điều mà ông phản đối. Vào giữa những năm 1850, bằng chứng cũ chỉ ra rằng Jackson có thể được sinh ra tại nhà của một người chú khác ở Bắc Carolina. Khi còn là một cậu bé, Jackson rất dễ bị xúc phạm và bị coi là kẻ hay bắt nạt. Tuy nhiên, Jackson cũng được cho là đã thu hút một nhóm các chàng trai trẻ hơn và yếu hơn về dưới trướng của mình và đối xử tốt với họ.

## Phục vụ Chiến tranh cách mạng Mỹ

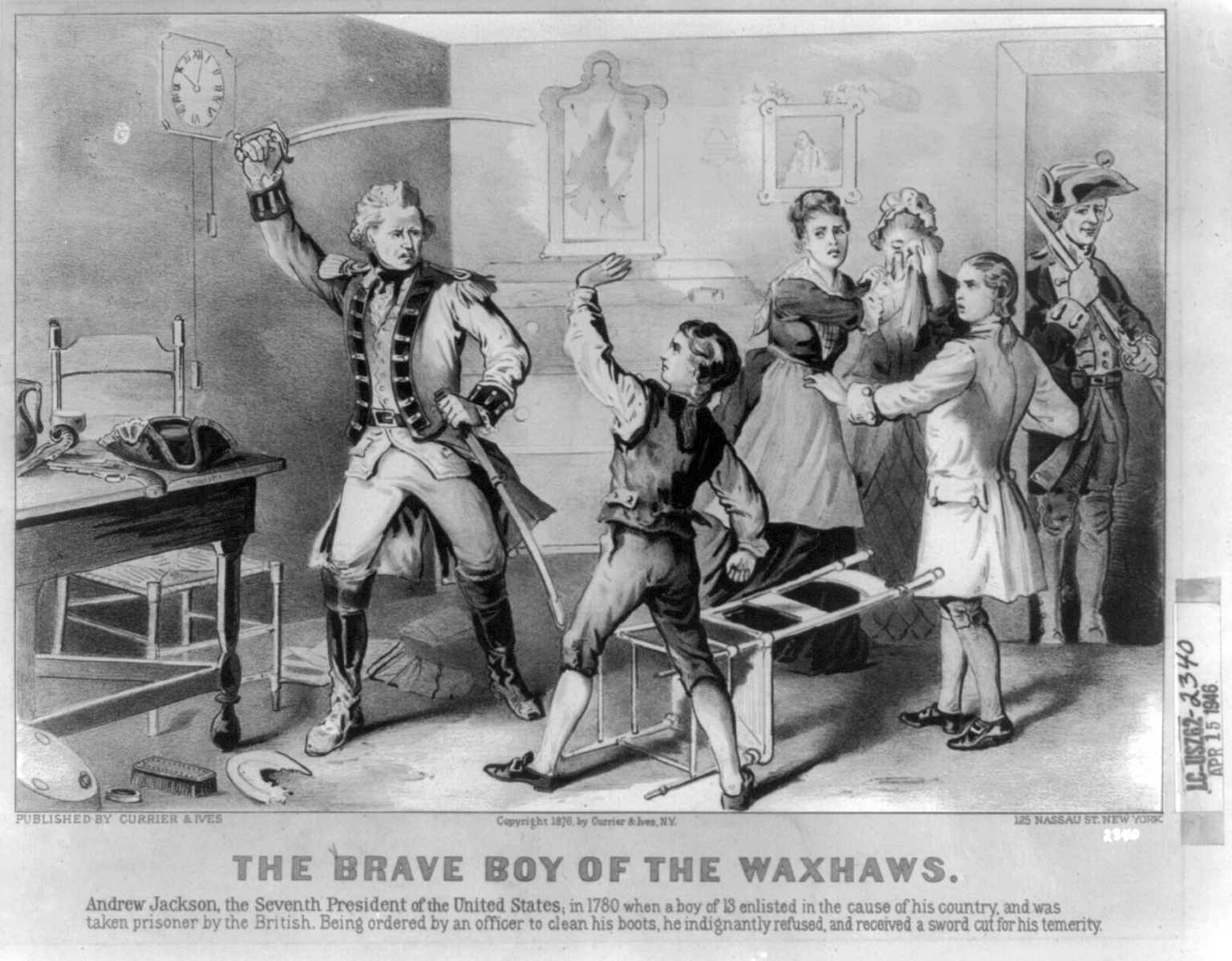
Jackson trẻ tuổi từ chối lau ủng Major Coffin (in thạch bả) năm 1876)

Trong Chiến tranh Cách mạng, anh cả của Jackson, Hugh, đã chết vì kiệt sức vì nóng sau trận Stono Ferry vào ngày 20 tháng 6 năm 1779. Tình cảm chống người Anh tăng cường sau Cuộc thảm sát Waxhaws vào ngày 29 tháng 5 năm 1780. Mẹ của Jackson đã khuyến khích ông và anh trai Robert tham gia các cuộc tập trận của lực lượng dân quân địa phương. Chẳng bao lâu, họ bắt đầu giúp đỡ dân quân với tư cách là người vận chuyển hàng. Hai người phục vụ dưới quyền của Đại tá William Richardson Davie trong Trận Hanging Rock vào ngày 6 tháng 8. Andrew và Robert bị người Anh bắt vào tháng 4 năm 1781 khi đang ở nhà của gia đình Crawford. Khi Andrew từ chối làm sạch ủng của một sĩ quan Anh, viên sĩ quan này đã dùng kiếm chém vào người thanh niên này, để lại cho anh ta những vết sẹo ở tay trái và đầu, cũng như một lòng căm thù người Anh mãnh liệt. Robert cũng từ chối làm theo lệnh và bị đánh bằng kiếm. Hai anh em bị bắt làm tù nhân, mắc bệnh đậu mùa, và gần chết đói khi bị giam cầm.
Cuối năm đó, mẹ Elizabeth của họ đã bảo chứng và quân Anh đã thả hai anh em. Sau đó, bà bắt đầu đưa cả hai cậu con trai trở về nhà của họ ở Waxhaws, khoảng cách khoảng 40 dặm (64 km). Cả hai đều có sức khỏe rất kém. Robert, người có sức khỏe tệ hơn nhiều, cưỡi trên con ngựa duy nhất mà họ có, trong khi Andrew đi phía sau họ. Trong hai giờ cuối cùng của cuộc hành trình, một trận mưa như trút nước bắt đầu khiến hậu quả của bệnh đậu mùa trở nên tồi tệ hơn. Trong vòng hai ngày sau khi trở về nhà, Robert đã chết và Andrew gặp nguy hiểm đến tính mạng. Sau khi điều dưỡng cho Andrew khỏe mạnh trở lại, Elizabeth tình nguyện chăm sóc các tù nhân chiến tranh Mỹ trên hai con tàu của Anh tại cảng Charleston, nơi đã từng bùng phát dịch tả. Vào tháng 11, bà qua đời vì căn bệnh quái ác này và được chôn cất trong một ngôi mộ không được đánh dấu. Andrew trở thành trẻ mồ côi năm 14 tuổi. Ông đã đổ lỗi cho người Anh về sự ra đi của các anh trai và mẹ của mình.

## Sự nghiệp

### Sự nghiệp ngành pháp luật và hôn nhân
Sau Chiến tranh Cách mạng, Jackson được giáo dục một cách rời rạc tại một trường Waxhaw địa phương. Do có mối quan hệ không tốt với phần lớn đại gia đình của mình, ông đã sống chung với một số người khác nhau. Năm 1781, ông làm nghề đóng yên ngựa một thời gian và cuối cùng làm giáo viên cho trường học. Ông dường như phát đạt trong cả hai nghề. Năm 1784, ông rời vùng Waxhaws đến Salisbury, North Carolina, tại đó ông học luật dưới sự điều hành của luật sư Spruce Macay. Với sự giúp đỡ của nhiều luật sư, ông đã có thể học đủ để đủ điều kiện tham gia luật sư. Tháng 9 năm 1787, Jackson được nhận vào hội luật gia North Carolina. Ngay sau đó, người bạn John McNairy đã giúp ông được bổ nhiệm vào một vị trí công tố viên còn trống ở Quận Washington, Bắc Carolina, nơi sau này trở thành bang Tennessee. Trong chuyến du lịch về phía Tây, Jackson đã mua nô lệ đầu tiên của mình, một người phụ nữ lớn tuổi hơn. Vào năm 1788, do bị đồng nghiệp luật sư Waightstill Avery xúc phạm, Jackson đã đấu súng tay đôi lần đầu tiên. Cuộc đọ sức kết thúc với việc cả hai người đàn ông đều bắn lên trời, họ đã có một thỏa thuận bí mật để thực hiện điều đó trước khi đấu súng.
Jackson chuyển đến thị trấn biên giới nhỏ Nashville vào năm 1788, tại đó ông sống như một người ở trọ với Rachel Stockly Donelson, góa phụ của John Donelson. Tại đây Jackson đã làm quen với con gái của họ, Rachel Donelson Robards. Cô con gái Rachel có một cuộc hôn nhân không hạnh phúc với Đại úy Lewis Robards; anh ta phải hứng chịu những cơn thịnh nộ ghen tuông. Hai người đã ly thân vào năm 1790. Theo Jackson, ông kết hôn với Rachel sau khi nghe tin Robards ly hôn. Cuộc ly hôn của cô vẫn chưa được chính thức, khiến cuộc hôn nhân của Rachel và Jackson trở nên vô hiệu. Sau khi cuộc ly hôn chính thức hoàn tất, Rachel và Jackson tái hôn vào năm 1794. Để làm phức tạp thêm vấn đề, bằng chứng cho thấy Rachel đã sống với Jackson và tự gọi mình là Mrs. Jackson trước khi đệ đơn ly hôn được đưa ra. Không có gì lạ ở vùng biên giới khi các mối quan hệ này được hình thành và kết thúc một cách không chính thức, miễn là chúng được cộng đồng công nhận.

### Đầu cơ đất đai và sự nghiệp chính trị ban đầu
Năm 1794, Jackson thành lập quan hệ đối tác với luật sư John Overton, giải quyết các yêu cầu về đất đai theo hiệp ước dành cho Cherokee và Chickasaw. Giống như nhiều người cùng thời, họ xử lý những yêu sách như vậy mặc dù vùng đất này thuộc lãnh thổ của người da đỏ. Hầu hết các giao dịch liên quan đến các khoản trợ cấp được thực hiện theo đạo luật 'chiếm đất' năm 1783 đã mở ra một thời gian ngắn các vùng đất của người da đỏ ở phía tây Appalachians trong Bắc Carolina theo các tuyên bố giành đất của cư dân. Ông là một trong ba nhà đầu tư ban đầu thành lập Memphis, Tennessee, vào năm 1819.
Sau khi chuyển đến Nashville, Jackson trở thành người được William Blount, một người bạn của Donelsons và là một trong những người đàn ông quyền lực nhất trong lãnh thổ, bảo trợ. Jackson trở thành tổng chưởng lý vào năm 1791, và ông thắng cử với tư cách là đại biểu của đại hội hiến pháp Tennessee năm 1796. Khi Tennessee đạt được vị trí tiểu bang vào năm đó, ông được bầu làm Đại diện Hoa Kỳ duy nhất của nó. Ông là thành viên của Đảng Dân chủ-Cộng hòa, đảng thống trị ở Tennessee. Với tư cách là người đại diện, Jackson kiên quyết ủng hộ quyền của người Tennesse chống lại lợi ích của bộ lạc người Mỹ bản địa. Ông phản đối mạnh mẽ Hiệp ước Jay và chỉ trích George Washington vì cáo buộc loại bỏ các đảng viên Dân chủ-Cộng hòa khỏi văn phòng công. Jackson đã cùng với một số dân biểu đảng Dân chủ-Cộng hòa khác bỏ phiếu chống lại nghị quyết cảm ơn dành cho Washington, một cuộc bỏ phiếu mà sau này sẽ ám ảnh ông khi ông tranh chức tổng thống. Năm 1797, cơ quan lập pháp bang bầu ông làm thượng nghị sĩ Hoa Kỳ. Jackson hiếm khi tham gia tranh luận và nhận thấy công việc thượng nghị sĩ không làm ông hài lòng. Ông tuyên bố mình "ghê tởm với chính quyền" của Tổng thống John Adams và từ chức vào năm sau mà không có lời giải thích. Khi trở về nhà, với sự hỗ trợ mạnh mẽ từ phía tây Tennessee, ông được bầu làm thẩm phán của Tòa án Tối cao Tennessee với mức lương hàng năm là 600 đô la. Dịch vụ của Jackson với tư cách là thẩm phán thường được coi là thành công và mang lại cho ông danh tiếng về sự trung thực và khả năng ra quyết định tốt. Jackson từ chức thẩm phán vào năm 1804. Lý do chính thức của ông để từ chức là sức khỏe kém. Jackson đã phải chịu đựng về mặt tài chính từ các dự án kinh doanh đất đai nghèo nàn, và vì vậy cũng có thể là ông muốn quay lại tập trung toàn thời gian cho lợi ích kinh doanh của mình.
Sau khi đến Tennessee, Jackson đã được bổ nhiệm làm thẩm phán biện hộ cho lực lượng dân quân Tennessee. Năm 1802, trong khi phục vụ tại Tòa án Tối cao Tennessee, ông tuyên bố ứng cử vào chức vụ thiếu tướng, hoặc chỉ huy của lực lượng dân quân Tennessee, một vị trí được các sĩ quan bỏ phiếu. Vào thời điểm đó, hầu hết những người đàn ông tự do là thành viên của lực lượng dân quân. Các tổ chức, dự định được thành lập trong trường hợp xung đột vũ trang, giống như các câu lạc bộ xã hội lớn. Jackson coi đó là một cách để nâng cao tầm vóc của mình. Với sự ủng hộ mạnh mẽ từ phía tây Tennessee, anh đã hòa với John Sevier với mười bảy phiếu bầu. Sevier là một cựu chiến binh Chiến tranh Cách mạng nổi tiếng và là cựu thống đốc, nhà lãnh đạo chính trị được công nhận ở miền đông Tennessee. Vào ngày 5 tháng 2, Thống đốc Archibald Roane đã phá vỡ sự ràng buộc có lợi cho Jackson. Jackson cũng đã trình cho Roane bằng chứng về việc gian lận đất đai chống lại Sevier. Sau đó, vào năm 1803, khi Sevier tuyên bố ý định giành lại chức thống đốc, Roane đã tung ra bằng chứng. Jackson sau đó đã đăng một bài báo cáo buộc Sevier gian lận và hối lộ. Sevier đã xúc phạm Jackson ở nơi công cộng, và hai người suýt đánh nhau về vấn đề này. Bất chấp các cáo buộc chống lại Sevier, ông đã đánh bại Roane và tiếp tục giữ chức thống đốc cho đến năm 1809.

## Làm nghề nông nghiệp và các vụ tranh cãi

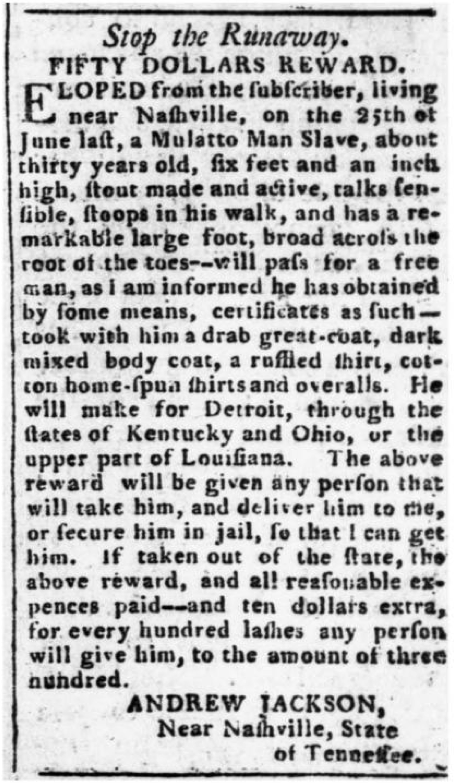
Thông báo về phần thưởng do Jackson đưa ra để bắt lại một người đàn ông bị bắt làm nô lệ

Ngoài sự nghiệp pháp lý và chính trị của mình, Jackson còn làm ăn thịnh vượng với tư cách là chủ đồn điền, chủ nô lệ và thương gia. Ông đã xây dựng một ngôi nhà và cửa hàng tổng hợp đầu tiên ở Gallatin, Tennessee, vào năm 1803. Năm sau, ông mua lại Hermitage, đồn điền 640 mẫu Anh (259 ha) ở Hạt Davidson, gần Nashville. Sau đó, ông đã thêm 360 mẫu Anh (146 ha) vào đồn điền, cuối cùng có tổng 1.050 mẫu Anh (425 ha). Cây trồng chính là bông, do nô lệ trồng — Jackson bắt đầu với chín nô lệ, sở hữu 44 nô lệ vào năm 1820, và sau đó lên đến 150 nô lệ, đưa ông vào hàng ngũ chủ đồn điền. Jackson cũng đồng sở hữu với con trai mình là Andrew Jackson Jr đồn điền Halcyon ở hạt Coahoma, Mississippi, nơi có 51 nô lệ vào thời điểm ông qua đời. Trong suốt cuộc đời của mình, Jackson có thể đã sở hữu tới 300 nô lệ.
Đàn ông, phụ nữ và nô lệ trẻ em thuộc sở hữu của Jackson làm việc trên ba phần của đồn điền Hermitage. Nô lệ sống trong các đơn vị gia đình mở rộng từ năm đến mười người và có 400 foot vuông (37 m2)   cabin làm bằng gạch hoặc gỗ. Quy mô và chất lượng của khu nô lệ Hermitage vượt quá tiêu chuẩn của thời đại ông. Để giúp nô lệ có được thức ăn, Jackson đã cung cấp cho họ súng, dao và thiết bị đánh cá. Đôi khi ông trả công cho nô lệ của mình bằng tiền và tiền xu để buôn bán ở các thị trường địa phương. Đồn điền Hermitage là một doanh nghiệp thu lợi nhuận. Jackson cho phép nô lệ bị đánh đòn để tăng năng suất hoặc nếu ông tin rằng hành vi phạm tội của nô lệ là đủ nghiêm trọng. Tại nhiều thời điểm khác nhau, ông đăng quảng cáo tìm những nô lệ chạy trốn khỏi đồn điền của mình. Trong một quảng cáo được đăng trên tờ Tennessee Gazette vào tháng 10 năm 1804, Jackson đã đề nghị "thêm 10 đô la cho mỗi 100 roi đánh người nô lệ đó, với số tiền tối đa chi trả là ba trăm."
Cuộc tranh cãi xung quanh cuộc hôn nhân của ông với Rachel vẫn là một điểm nhức nhối đối với Jackson, người vô cùng phẫn nộ khi bị người khác tấn công danh dự của vợ mình. Đến tháng 5 năm 1806, Charles Dickinson, người, giống như Jackson, cũng tham gia đua ngựa, đã đăng bài tấn công Jackson trên tờ báo địa phương, và nó dẫn đến một cuộc đấu khẩu bằng văn bản từ Jackson. Vì Dickinson được coi là một tay bắn chuyên nghiệp, Jackson xác định tốt nhất là để Dickinson quay đầu và bắn trước, hy vọng rằng Dickinson có thể bắn quá nhanh và trược; còn Jackson sẽ đợi và cẩn thận ngắm vào Dickinson. Dickinson nổ súng trước, trúng ngực Jackson. Viên đạn găm vào gần tim Jackson đến mức không thể lấy ra được. Theo quy tắc đấu tay đôi, Dickinson phải nằm yên trong khi Jackson nhắm và bắn chết anh ta. Hành vi của Jackson trong cuộc đấu tay đôi đã khiến nhiều người ở Tennessee phẫn nộ, họ gọi đây là một vụ giết người tàn bạo, máu lạnh và khiến Jackson mang tiếng là một kẻ bạo lực và đầy thù hận. Ông trở thành một kẻ bị xã hội ruồng bỏ.
Sau vụ Sevier và cuộc đấu khẩu, Jackson tìm mọi cách để vớt vát danh tiếng. Ông đã chọn về phe với cựu phó chủ tịch Aaron Burr. Sự nghiệp chính trị của Burr kết thúc sau khi giết chết Alexander Hamilton trong một cuộc đấu tay đôi vào năm 1804; vào năm 1805, ông bắt đầu một chuyến du lịch đến vùng đất khi đó là miền Tây Hoa Kỳ. Burr được người dân Tennessee đón nhận rất nồng nhiệt, và ở lại Hermitage năm ngày. Ý định thực sự của Burr không được biết một cách chắc chắn. Anh ta dường như đã lên kế hoạch cho một chiến dịch quân sự để chinh phục Florida của Tây Ban Nha và đánh đuổi người Tây Ban Nha khỏi Texas. Đối với nhiều người phương Tây như Jackson, lời hứa này có vẻ hấp dẫn. Những người định cư miền Tây nước Mỹ từ lâu đã có cảm xúc cay đắng đối với Tây Ban Nha do tranh chấp lãnh thổ và sự thất bại dai dẳng của họ trong việc ngăn cản người da đỏ sống trên lãnh thổ Tây Ban Nha đánh phá các khu định cư của người Mỹ. Vào ngày 4 tháng 10 năm 1806, Jackson phát biểu trước lực lượng dân quân Tennessee, tuyên bố rằng những người này nên "sẵn sàng hành quân bất kỳ lúc nào." Cùng ngày, ông viết thư cho James Winchester, tuyên bố rằng Hoa Kỳ "không chỉ có thể chinh phục các vùng Florida [vào thời điểm đó có Đông Florida và Tây Florida.], Mà tất cả Bắc Mỹ thuộc Tây Ban Nha." Ông nói tiếp:
I have a hope (Should there be a call) that at least, two thousand Volunteers can be lead into the field at a short notice—That number commanded by firm officers and men of enterprise—I think could look into Santafee and Maxico—give freedom and commerce to those provinces and establish peace, and a permanent barier against the inroads and attacks of forreign powers on our interior—which will be the case so long as Spain holds that large country on our borders.

Jackson đồng ý cung cấp thuyền và các đồ đạc khác cho chuyến thám hiểm. Tuy nhiên, vào ngày 10 tháng 11, ông biết được từ một đại úy quân đội rằng kế hoạch của Burr dường như bao gồm việc chiếm giữ New Orleans, sau đó là một phần của Lãnh thổ Louisiana của Hoa Kỳ, và hợp nhất nó, cùng với các vùng đất giành được từ người Tây Ban Nha, thành một đế chế mới. Ông càng thêm phẫn nộ khi biết được từ cùng một người về sự tham gia của Chuẩn tướng James Wilkinson, người mà ông vô cùng ghét bỏ, trong kế hoạch này. Jackson hành động thận trọng, nhưng đã viết thư cho các quan chức công quyền, bao gồm cả Tổng thống Thomas Jefferson, cảnh báo một cách mơ hồ về kế hoạch này. Vào tháng 12, Jefferson, một đối thủ chính trị của Burr, đã đưa ra một tuyên bố tuyên bố rằng một âm mưu phản quốc đang được tiến hành ở phương Tây và kêu gọi bắt giữ những thủ phạm. Jackson không bị bắt vì các bức thư của mình đã minh chứng giúp ông, và đã tổ chức lực lượng dân quân. Burr nhanh chóng bị bắt, và những người dân quân được đưa về nhà. Jackson đến Richmond, Virginia, để làm chứng thay mặt Burr trong phiên tòa xét xử. Nhóm bào chữa đã quyết định không đặt Burr lên bục nhân chứng, vì sợ nhận xét của anh ta quá khiêu khích. Burr được tha bổng về tội phản quốc, bất chấp những nỗ lực của Jefferson để khiến ông ta bị kết tội. Jackson đã tán thành James Monroe cho chức tổng thống vào năm 1808 chống lại James Madison. Sau này Madison là một phần của phe cánh Jeffersonian của Đảng Dân chủ-Cộng hòa. Jackson sống tương đối yên tĩnh tại Hermitage trong những năm sau vụ án Burr, cuối cùng tích lũy được 640 mẫu đất.

## Sự nghiệp quân đội

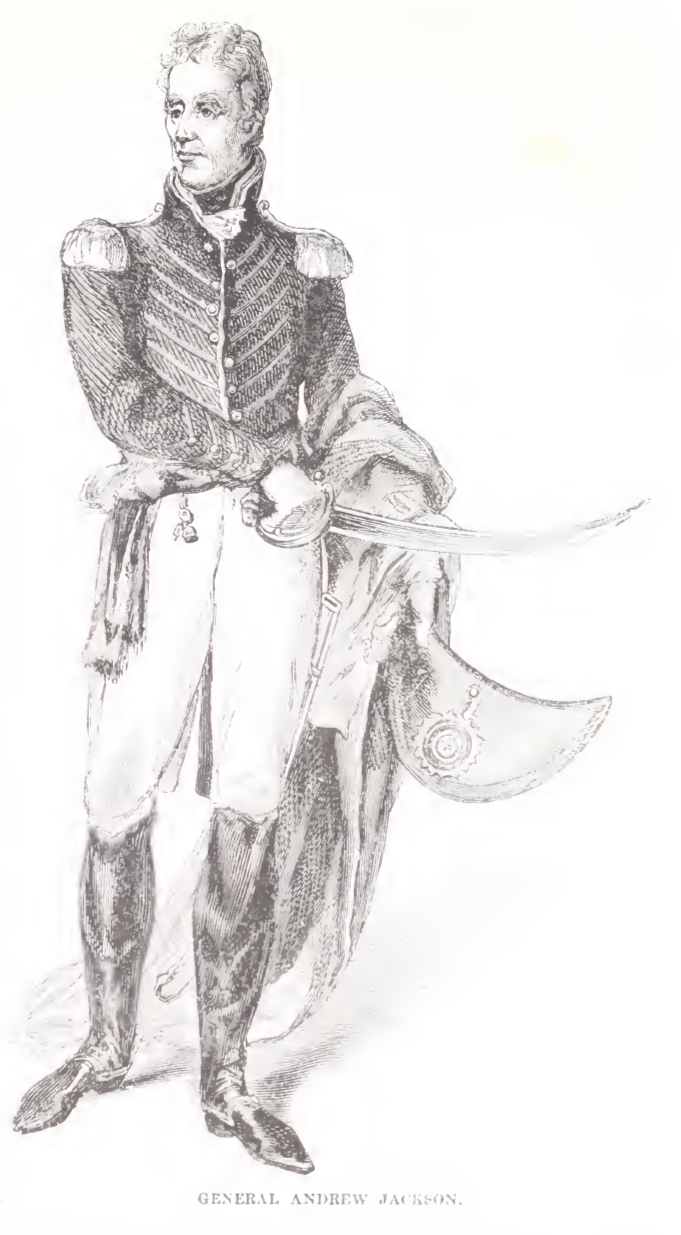
Tướng Andrew Jackson như được hình trong Tạp chí Harper's, Tập 28, "Cuộc chiến với người da đỏ ở Creek", trang 605, 1864

### Chiến tranh năm 1812

#### Chiến dịch Creek và hòa ước
Cho đến năm 1812, Hoa Kỳ nhận thấy mình ngày càng bị cuốn vào xung đột quốc tế. Sự thù địch chính thức với Tây Ban Nha hoặc Pháp không bao giờ thành hiện thực, nhưng căng thẳng với Anh gia tăng vì một số lý do. Trong số này, nhiều người Mỹ mong muốn có thêm đất, đặc biệt là Canada thuộc Anh và Florida, trong khi Florida vẫn do Tây Ban Nha, đồng minh châu Âu của Anh, kiểm soát. Vào ngày 18 tháng 6 năm 1812, Quốc hội chính thức tuyên chiến với Vương quốc Liên hiệp Anh và Ireland, bắt đầu Chiến tranh năm 1812. Jackson đã nhiệt tình hưởng ứng, gửi một lá thư đến Washington xin được gửi 2.500 quân tình nguyện. Tuy nhiên, những người này đã không được gọi tới trong nhiều tháng. Người viết tiểu sử Robert V. Remini tuyên bố rằng Jackson đã thấy rõ ràng sự rút lại của chính quyền Madison đối với sự ủng hộ của ông đối với Burr và Monroe. Trong khi đó, quân đội Hoa Kỳ liên tục hứng chịu những thất bại thảm hại trên chiến trường.
Vào ngày 10 tháng 1 năm 1813, Jackson dẫn đầu một đội quân gồm 2.071 quân tình nguyện đến New Orleans để bảo vệ khu vực trước các cuộc tấn công của Anh và thổ dân Mỹ. Ông được hướng dẫn phục vụ dưới quyền của Tướng Wilkinson, người chỉ huy lực lượng Liên bang ở New Orleans. Thiếu các điều khoản thích hợp, Wilkinson ra lệnh cho Jackson dừng lại ở Natchez, sau đó là một phần của Lãnh thổ Mississippi, và chờ lệnh tiếp theo. Jackson miễn cưỡng nghe theo. Bộ trưởng Chiến tranh mới được bổ nhiệm, John Armstrong Jr., đã gửi một bức thư cho Jackson vào ngày 6 tháng 2 ra lệnh cho anh ta giải tán lực lượng của mình và chuyển tiếp tế cho Wilkinson. Trả lời Armstrong vào ngày 15 tháng 3, Jackson bảo vệ tính cách và sự sẵn sàng của người của mình, đồng thời hứa sẽ chuyển lương thực và vũ khí cho anh ta. Ông cũng hứa, thay vì giải tán quân đội không có điều khoản ở Natchez, ông sẽ hành quân trở lại Nashville. Cuộc hành quân đầy thống khổ. Nhiều người trong số những người của Jackson đã ngã bệnh. Jackson và các sĩ quan của ông đã đưa ngựa của họ cho những người bệnh. Ông tự bỏ tiền túi trả tiền cho những người đàn ông đó. Những người lính bắt đầu gọi người chỉ huy của họ là "Hickory" vì sự dẻo dai của ông, và Jackson được biết đến với cái tên "Old Hickory". Đoàn quân đã đến Nashville trong vòng khoảng một tháng. Hành động của Jackson đã khiến ông được người dân Tennessee tôn trọng và khen ngợi. Jackson phải đối mặt với sự điêu đứng về tài chính, cho đến khi cựu trợ lý trại giam Thomas Benton thuyết phục Bộ trưởng Armstrong ra lệnh cho quân đội thanh toán các chi phí mà Jackson đã phải gánh chịu. Vào ngày 14 tháng 6, Jackson đóng vai trò thứ hai trong trận đấu tay đôi thay mặt cho sĩ quan cấp dưới của mình là William Carroll chống lại Jesse Benton, anh trai của Thomas. Vào ngày 3 tháng 9, Jackson và sĩ quan kỵ binh hàng đầu của mình, Chuẩn tướng John Coffee, đã tham gia vào một cuộc ẩu đả trên đường phố với anh em nhà Benton. Jackson bị Jesse bắn trọng thương bằng một phát súng vào vai.

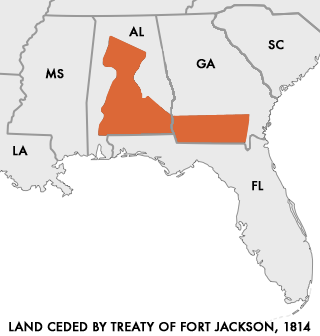
Trong Hiệp ước Pháo đài Jackson, quân Muscogee từ bỏ vùng đất là phần lớn Alabama và Georgia ngày nay.

Vào ngày 30 tháng 8 năm 1813, một nhóm Muscogee (hay Creek) được gọi là Red Sticks, được đặt tên theo màu sơn chiến tranh của họ, đã gây ra vụ thảm sát Fort Mims. Trong cuộc thảm sát, hàng trăm người Mỹ da trắng định cư và những người không thuộc dòng dõi Red Stick đã bị tàn sát. Red Sticks, do William Weatherford (còn gọi là Đại bàng đỏ) và Peter McQueen lãnh đạo, đã ly khai khỏi phần còn lại của Liên minh Creek, vốn muốn hòa bình với Hoa Kỳ. Họ liên minh với Tecumseh, một thủ lĩnh Shawnee, người đã phát động cuộc Chiến tranh của Tecumseh chống lại Hoa Kỳ, và đang chiến đấu bên cạnh người Anh. Cuộc xung đột này được gọi là Chiến tranh Creek.
Jackson, cùng với 2.500 lính, được lệnh nghiền nát Red Sticks. Vào ngày 10 tháng 10, ông bắt đầu tiến công, và cánh tay của ông vẫn còn đang bị nẹp vào lưng khi chiến đấu với Bentons. Jackson thành lập Fort Strother làm cơ sở tiếp tế. Vào ngày 3 tháng 11, Coffee đánh bại một đoàn quân Red Sticks trong trận Tallushatchee. Sau khi giải vây cho những người Creeks ủng hộ bị Red Sticks bao vây, Jackson đã giành được một chiến thắng quyết định khác trong trận Talladega. Vào mùa đông, Jackson, đóng quân tại Fort Strother, phải đối mặt với tình trạng thiếu quân trầm trọng do hết hạn nhập ngũ và đào ngũ triền miên. Ông đã gửi Coffee cùng với kỵ binh (đã bỏ rơi ông) trở lại Tennessee để đảm bảo thêm nhiều cuộc nhập ngũ. Jackson quyết định kết hợp lực lượng của mình với lực lượng của lực lượng dân quân Georgia, và hành quân đến gặp quân đội Georgia. Từ ngày 22 đến ngày 24 tháng 1 năm 1814, khi đang trên đường di chuyển, dân quân Tennessee và đồng minh Muscogee đã bị Red Sticks tấn công tại các Trận đánh Emuckfaw và Enotachopo Creek. Quân của Jackson đã đẩy lùi những kẻ tấn công, nhưng đông hơn, buộc phải rút về Fort Strother. Jackson, lúc này với hơn 2.000 quân, đã hành quân phần lớn quân đội của mình về phía nam để đối đầu với Red Sticks tại một pháo đài mà họ đã xây dựng ở khúc quanh của sông Tallapoosa. Jackson, cùng với các đồng minh Lower Creek và Cherokee và có lợi thế về số quân với tỷ lệ 2:1, đã giao tranh với Red Sticks vào ngày 27 tháng 3 trong trận Horseshoe Bend. Một trận pháo kích ban đầu ít gây thiệt hại cho pháo đài vốn được xây dựng tốt. Một cuộc tấn công của Bộ binh tiếp theo, cùng với cuộc tấn công của kỵ binh Coffee và các cuộc nghi binh do Đồng minh Creeks gây ra, đã áp đảo Red Sticks.

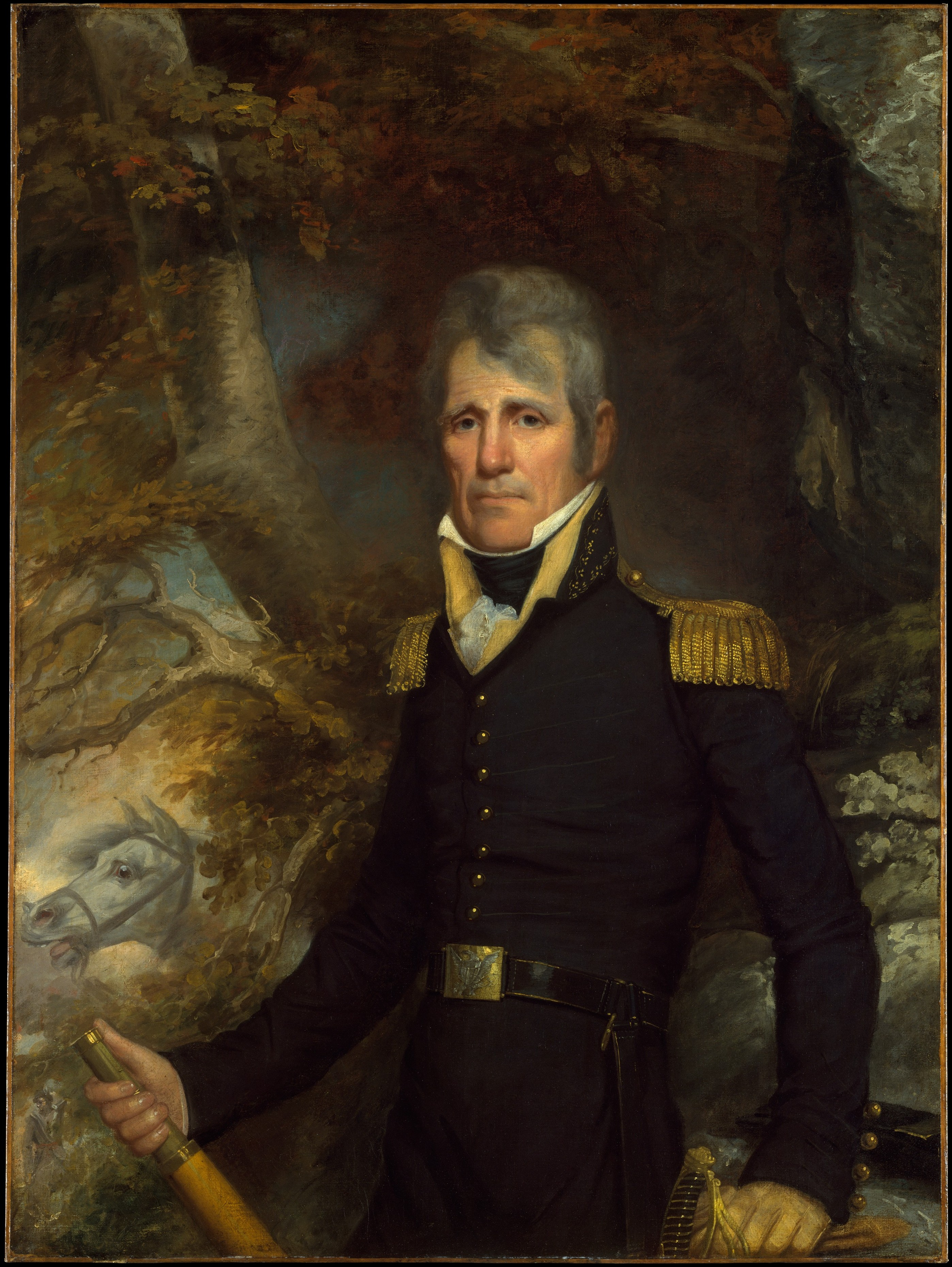
Tướng Andrew Jackson, tranh của John Wesley Jarvis, 1819

Chiến dịch kết thúc ba tuần sau đó với sự đầu hàng của Red Eagle, mặc dù một số đội quân Red Sticks như McQueen đã chạy trốn đến Đông Florida. Vào ngày 8 tháng 6, Jackson nhận nhiệm vụ làm lữ đoàn trưởng trong Quân đội Hoa Kỳ, và 10 ngày sau trở thành thiếu tướng, chỉ huy Sư đoàn quân sự số bảy. Sau đó, Jackson, với sự chấp thuận của Madison, đã áp đặt Hiệp ước Pháo đài Jackson. Hiệp ước yêu cầu Muscogee, bao gồm cả những người chưa tham gia Red Sticks, từ bỏ 23 triệu mẫu Anh (8.093.713 ha) đất, chuyển sang cho Hoa Kỳ. Hầu hết người Creek đều chấp nhận một cách cay đắng. Mặc dù sức khỏe yếu vì bệnh kiết lỵ, Jackson sau đó đã chuyển hướng chú ý của mình vào việc đánh bại các lực lượng Tây Ban Nha và Anh. Jackson cáo buộc người Tây Ban Nha trang bị cho Red Sticks và vi phạm các điều khoản trung lập khi cho phép binh lính Anh vào các vùng Florida. Lời buộc tội đầu tiên là đúng, trong khi lời buộc tội thứ hai phớt lờ thực tế rằng chính những lời đe dọa xâm lược Florida của Jackson đã khiến người dân vùng này tìm kiếm sự bảo vệ của Anh. Trong Trận Pensacola ngày 7 tháng 11, Jackson đánh bại quân Anh và Tây Ban Nha trong một cuộc giao tranh ngắn ngủi. Người Tây Ban Nha đầu hàng và người Anh bỏ chạy. Nhiều tuần sau, ông biết được rằng người Anh đang lên kế hoạch tấn công New Orleans, vốn nằm trên cửa sông Mississippi và có giá trị chiến lược và thương mại to lớn. Jackson nhượng vùng Pensacola cho người Tây Ban Nha, đặt một lực lượng ở Mobile, Alabama, để đề phòng một cuộc xâm lược có thể xảy ra ở đó, và đưa phần còn lại của lực lượng của mình về phía tây để bảo vệ thành phố.
Người Creek đặt biệt danh cho Jackson, Jacksa Chula Harjo nghĩa là "Jackson, già nua và hung dữ."

#### Trận New Orleans

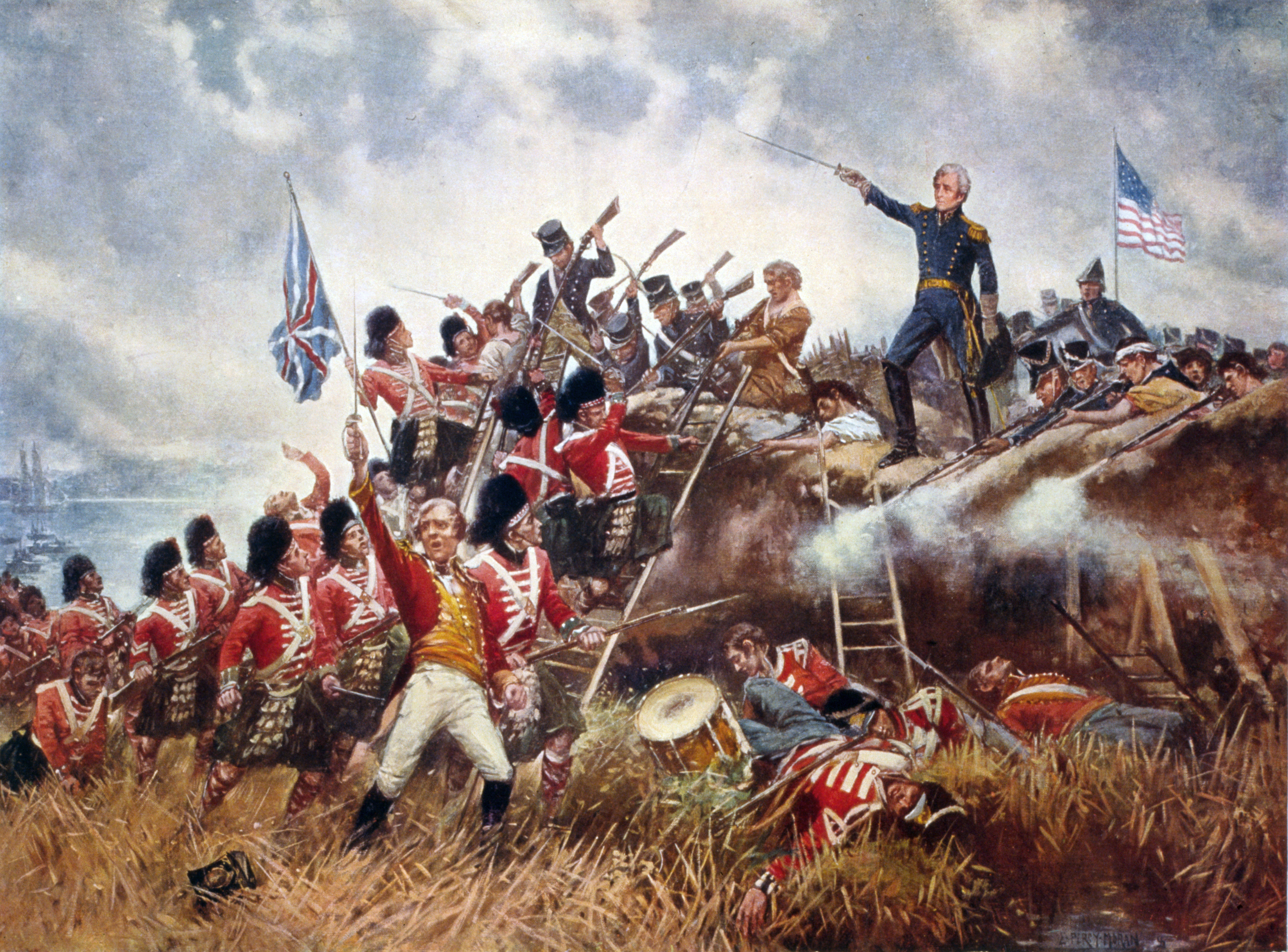
Trận chiến ở New Orleans. Tướng Andrew Jackson đứng trên lan can phòng thủ của mình khi quân đội của ông đẩy lùi cuộc tấn công Highlanders, của họa sĩ Edward Percy Moran vào năm 1910.

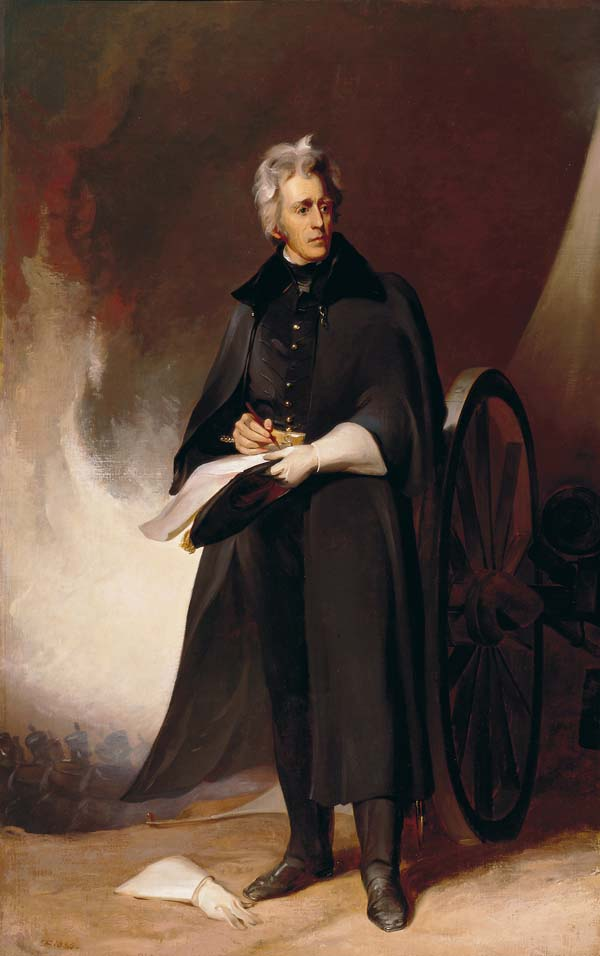
Jackson trong trận chiến New Orleans, được vẽ bởi Thomas Sully vào năm 1845 từ một bức chân dung trước đó mà ông đã hoàn thành từ khi còn sống vào năm 1824

Sau khi đến New Orleans vào ngày 1 tháng 12 năm 1814, Jackson thiết quân luật trong thành phố, vì ông lo lắng về lòng trung thành của người dân Creole và người Tây Ban Nha của thành phố. Đồng thời, ông thành lập một liên minh với những kẻ buôn lậu Jean Lafitte, và thành lập các đơn vị quân đội bao gồm người Mỹ gốc Phi và người Muscogees, ngoài việc tuyển mộ những người tình nguyện trong thành phố. Jackson đã bị chỉ trích vì trả lương cho các tình nguyện viên da trắng và không phải da trắng như nhau. Những lực lượng này, cùng với lực lượng chính quy của Quân đội Hoa Kỳ và tình nguyện viên từ các bang xung quanh, đã tham gia cùng với lực lượng của Jackson trong việc bảo vệ New Orleans. Lực lượng tấn công của Anh, do Đô đốc Alexander Cochrane và sau đó là Tướng Edward Pakenham lãnh đạo, bao gồm hơn 10.000 binh sĩ, nhiều người trong số họ đã phục vụ trong các cuộc Chiến tranh Napoléon. Jackson chỉ có khoảng 5.000 người, hầu hết trong số họ đều thiếu kinh nghiệm và được đào tạo kém.
Người Anh đến bờ đông sông Mississippi vào sáng ngày 23 tháng 12. Tối hôm đó, Jackson tấn công người Anh và tạm thời đuổi họ lui về. Vào ngày 8 tháng 1 năm 1815, người Anh mở một cuộc tấn công trực diện nhằm vào hệ thống phòng thủ của Jackson. Một cuộc tấn công bằng pháo ban đầu của người Anh đã ít gây thiệt hại cho các hệ thống phòng thủ được xây dựng tốt của Mỹ. Khi sương mù buổi sáng tan đi, người Anh mở một cuộc tấn công trực diện, và quân đội của họ đã dễ dàng tạo ra các mục tiêu cho người Mỹ được bảo vệ bởi lính lan can của họ. Mặc dù cố gắng tạm thời đánh lui cánh phải của quân Mỹ, cuộc tấn công tổng thể của người Anh đã kết thúc trong thảm họa. Trong trận chiến vào ngày 8 tháng 1, Jackson chỉ phải chịu tổng số thương vong là 71 người. Trong số này, 13 người thiệt mạng, 39 người bị thương và 19 người mất tích hoặc bị bắt. Người Anh phải chịu số thương vong 2.037 người. Trong số này, 291 người thiệt mạng (bao gồm cả Pakenham), 1.262 người bị thương và 484 người mất tích hoặc bị bắt. Sau trận chiến, người Anh rút lui khỏi khu vực, và các cuộc xung đột công khai kết thúc ngay sau đó khi có thông tin lan truyền rằng Hiệp ước Ghent đã được ký kết ở châu Âu vào tháng 12 năm đó. Đang đến trong những ngày tàn của cuộc chiến, chiến thắng của Jackson đã khiến anh trở thành anh hùng dân tộc, khi đất nước kỷ niệm sự kết thúc của cái mà nhiều người gọi là "Cách mạng Mỹ lần thứ hai" chống lại người Anh. Theo nghị quyết của Quốc hội vào ngày 27 tháng 2 năm 1815, Jackson đã được Quốc hội cảm ơn và trao tặng Huy chương vàng của Quốc hội.
Alexis de Tocqueville (bị Jackson "nhấn chìm" theo một nhà bình luận năm 2001) sau đó đã viết trên tờ Dân chủ ở Mỹ rằng Jackson "đã được nâng lên chức Tổng thống, và đã được giữ tiếp chức vụ này, chỉ vì hồi ức về chiến thắng mà ông ấy đã đạt được cách đó hai mươi năm trước, dưới những bức tường thành New Orleans. " Một số người đã tuyên bố rằng, bởi vì chiến tranh đã kết thúc bằng việc ký kết sơ bộ Hiệp ước Ghent, chiến thắng của Jackson tại New Orleans không có ý nghĩa quan trọng ngoài việc khiến ông trở thành một nhân vật nổi tiếng. Tuy nhiên, người Tây Ban Nha, vốn đã bán Lãnh thổ Louisiana cho Pháp, tranh chấp quyền của Pháp bán nó cho Hoa Kỳ thông qua Thương vụ mua Louisiana vào năm 1803. Vào tháng 4 năm 1815, Tây Ban Nha, cho rằng người Anh đã thắng tại New Orleans, yêu cầu trả lại Lãnh thổ Louisiana. Đại diện Tây Ban Nha tuyên bố đã được đảm bảo rằng họ sẽ nhận lại vùng đất này. Hơn nữa, Điều IX của Hiệp ước Ghent quy định rằng Hoa Kỳ phải trả lại đất đai lấy từ người Creek cho chủ sở hữu ban đầu của họ, về cơ bản là hủy bỏ Hiệp ước Pháo đài Jackson. Nhờ chiến thắng của Jackson tại New Orleans, chính phủ Mỹ cảm thấy rằng họ có thể bỏ qua điều khoản đó một cách an toàn và nó giữ các vùng đất mà Jackson đã chiếm được.

#### Thiết quân luật cưỡng bức ở New Orleans

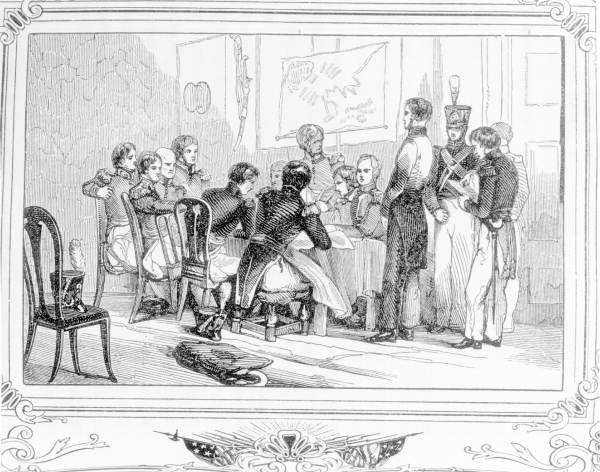
Phiên tòa xét xử Robert Ambrister trong Chiến tranh Seminole. Ambrister là một trong hai đối tượng người Anh bị Tướng Jackson hành quyết. (1848)

Jackson, vẫn không biết chắc chắn về việc ký kết hiệp ước, từ chối dỡ bỏ lệnh thiết quân luật trong thành phố. Thượng nghị sĩ bang Louis Louaillier đã viết một bài ẩn danh trên tờ báo New Orleans, thách thức việc Jackson từ chối thả dân quân sau khi người Anh nhượng lại chiến trường. Jackson đã cố gắng tìm tác giả và sau khi Louiallier thừa nhận đã viết tác phẩm, và anh đã bị bỏ tù. Vào tháng 3 năm 1815, sau khi Thẩm phán Tòa án Quận Hoa Kỳ Dominic A. Hall ký văn bản habeas thay mặt cho Louaillier, Jackson đã ra lệnh bắt giữ Hall. Jackson đã không ngừng chiến dịch trấn áp những người bất đồng chính kiến cho đến sau khi ra lệnh bắt giữ một nhà lập pháp Louisiana, một thẩm phán liên bang và một luật sư, và sau khi có sự can thiệp của Thẩm phán tiểu bang Joshua Lewis. Lewis đồng thời phục vụ dưới quyền Jackson trong lực lượng dân quân, và cũng đã ký một văn bản habeas chống lại Jackson, sĩ quan chỉ huy của ông, mong Thẩm phán Hall được trả tự do.
Các nhà chức trách dân sự ở New Orleans có lý do để sợ Jackson — ông ta đã ra lệnh xử tử sáu thành viên của lực lượng dân quân mà đã cố đào ngũ. Cái chết của họ không được công bố rộng rãi cho đến khi các Hóa đơn tay bán quan tài được lưu hành trong chiến dịch tranh cử tổng thống năm 1828 của ông.

## Sự nghiệp chính trị
Jackson trở thành 1 luật sư khi ông lớn lên và kết hôn với Rachel Donelson Robards năm 1794. Ông phục vụ một thời gian ngắn trong cả hai viện của Quốc hội Hoa Kỳ với vai trò là nghị sĩ đại diện cho bang Tennessee. Sau khi từ chức, ông trở thành thẩm phán trong Tòa án Tối cao bang Tennessee từ năm 1798 năm 1804. Jackson trở thành một chủ nô giàu có của một đồn điền tên là Hermitage, nơi mà sau này trở thành một trong những Danh lam Lịch sừ Quốc gia Hoa Kỳ.
Năm 1801, Jackson được bổ nhiệm làm đại tá lực lượng dân quân bang Tennessee và bầu chọn trở thành chỉ huy của lực lượng này 1 năm sau đó. Trong cuộc chiến tranh người Creek (một bộ tộc người da đỏ ở Hoa Kỳ) năm 1813-1814, ông đã dẫn dắt lực lượng quân đội giành chiến thắng, mà nổi trội nhất là trận chiến Horseshoe Bend ("Horseshoe Bend" là một khúc cua của sông Tallapoosa) - trận chiến đã góp phần kết thúc cuộc chiến. Hiệp ước Fort Jackson sau đó yêu cầu các bộ tộc người Creek phải rời khỏi vùng đất đai rộng lớn của mình - giờ đây là phần lớn bang Alabama và một phần bang Georgia - cho chính phủ Hoa Kỳ.
Không lâu sau đó, Jackson trở thành vị anh hùng của quốc gia khi ông giành chiến thắng tại trận chiến New Orleans năm 1815 trong Chiến tranh Hoa Kỳ - Anh Quốc. Một thời gian sau, Jackson lại lãnh đạo lực lượng quân đội Hoa Kỳ trong cuộc chiến tranh người Seminole (một bộ tộc người da đỏ ở Hoa Kỳ) lần thứ nhất, và kết quả là sự sáp nhập của bang Florida vào liên minh từ chính quyền Tây Ban Nha. Jackson làm thống đốc bang Florida trong một thời gian ngắn trước khi trở thành Thượng nghĩ sĩ bang Tennessee vào năm 1823.
Vào năm 1824, Jackson lần đầu tiên tranh cử chạy đua vào Nhà Trắng và nhận được đa số phiếu bầu phổ thông và cử tri. Tuy nhiên, vì không có ứng cử viên nào giành được đủ số phiếu bầu cử tri để chiến thắng, và theo Hiến pháp Hoa Kỳ, Hạ viện có quyền bầu cử tổng thống. Vì là một trong những ứng cử viên Tổng thống, Chủ tịch Hạ viện Henry Clay không được tham dự cuộc bỏ phiếu. Tuy nhiên, Clay đã sử dụng sự ảnh hưởng của mình trong Hạ viện để thuyết phục các nhà lập pháp bầu cho John Quincy Adams, và Andrew Jackson phải chấp nhận thua cuộc trong cuộc bầu cử năm 1824. Khi Adams lên làm Tổng thống và bổ nhiệm Henry Clay làm Ngoại trưởng, Jackson và những người ủng hộ ông gọi đây là một "cuộc đổi chác bất chính" ("corrupt bargain"), và họ đã thành lập nên Đảng Dân Chủ.
Vào năm 1828, Jackson một lần nữa tranh cử chức Tổng thống, và ông đã giành chiến thắng trước đối thủ cũ của mình là John Quincy Adams. Tuy nhiên Jackson lại phải đối mặt với nguy cơ ly khai ra khỏi liên minh của bang Nam Carolina khi mà ông cho thực hiện việc thu thuế quan để bao vệ nền công nghiệp miền Bắc Hoa Kỳ nhưng đồng thời ảnh hưởng tiêu cực đến nền kinh tế miền Nam Hoa Kỳ. Vấn để chỉ thực sự được giải quyết khi Quốc hội Hoa Kỳ sửa đổi các điều khoản trong việc thu thuế, và Jackson đe dọa bang Nam Carolina rằng ông sẽ sử dụng quân đội nếu bang này muốn ly khai. Jackson đồng thời cũng từ chối việc tiếp tục ủy quyền cho trụ sở thứ hai của Ngân hàng Quốc gia Hoa Kỳ - điều mà Henry Clay mong muốn không xảy ra - vì Jackson cho rằng Ngân hàng Quốc gia là một tổ chức tham nhũng, và sau một quãng thời gian, Jackson và những người theo phe ông đã thành công trong việc phá bỏ Ngân hàng Quốc gia.
Năm 1835, Jackson trở thành Tổng thống đầu tiên trong lịch sử giúp đất nước trả hết nợ công của quốc gia và đạt được mục tiêu lâu dài của ông. Ngoài ra, nhiệm kỳ tổng thống của ông đã đánh dấu sự lên ngôi của hệ thống bào trợ ('spoil system") trong chính trường Hoa Kỳ. Năm 1830, Jackson ký đạo luật di dời người da đỏ (Indian Removal Act) bắt buộc di dời hết tất cả các thành viên của bộ tộc da đỏ phía Nam đến vùng lãnh thổ khác dành riêng cho họ bởi chính phủ Hoa Kỳ. Quá trình di tản đã dẫn đến sự chia cắt của các bộ lạc người da đỏ cũng như là sự lan truyền của dịch bệnh và chết chóc đối với họ.
Trong nhiệm kỳ thứ hai của ông, phong trào bãi nô bùng nổ mạnh mẽ, nhưng ông lại là một người phản đối phong trào này bởi lẽ ông cũng là một chủ nô. Cũng trong nhiệm kỳ này, Chiến tranh Toledo (1835-1836) nổ ra, ông và Quốc hội đã ép khiến bang Michigan bị khủng hoảng tài chính và phải đầu hàng bang Ohio (1836). Trong các vấn đề ngoại giao, chính quyền Jackson đã ký kết một hiệp ước có lợi cho quốc gia nhất với Anh Quốc, giải quyết chính sách bồi thường thiệt hại cho Hoa Kỳ từ Pháp do chiến tranh Napoléon, và công nhận sự tồn tại của Cộng hòa Texas. Vào tháng 1 năm 1835, ông đã may mắn sống sót trong một âm mưu ám sát tổng thống.
Sau này, mặc dù đã nghỉ hưu, ông tiếp tục hoạt động trong các công việc chính trị của Đảng Dân Chủ và hỗ trợ nhiệm kỳ của các tổng thống Martin Van Buren và James K. Polk. Mặc dù Jackson không muốn đề cập đến những vấn đề về nô lệ, nhất là khi một bang mới sáp nhập sẽ phải tự quyết định việc có hay không tồn tại chế độ nô lệ trong tiểu bang, ông vẫn ủng hộ việc sáp nhập của bang Texas, điều mà đã được thực hiện thành công một quãng thời gian ngắn trước khi ông qua đời.
Jackson đã nhận được sự tôn trọng và kính mến rộng rãi của người dân nước Mỹ vì ông là người ủng hộ cho chế độ dân chủ và quyền lợi cho tất cả nam giới trong xã hội. Tuy nhiên, tiếng tăm của ông có phần suy giảm trong thời kỳ phong trào dân quyền bởi lẽ ông là người ủng hộ việc duy trì chế độ nô lệ với người da đen ở Mỹ, và chính sách xua đuổi người da đỏ của ông đã gây ra những hậu quả đáng tiếc. Mặc vậy, cuộc khảo sát của các nhà sử học và các học giả đã chỉ ra rằng Jackson là một trong những tổng thống có nhiều người ủng hộ và quý mến trong lịch sử Hoa Kỳ.

### Tiểu sử
- Brands, H. W. Andrew Jackson: His Life and Times (2005), scholarly biography emphasizing military career excerpt and text search
- Brustein, Andrew. The Passions of Andrew Jackson. (2003). online review by Donald B. Cole
- Hofstadter, Richard. The American Political Tradition (1948), chapter on Jackson. online in ACLS e-books
- James, Marquis. The Life of Andrew Jackson Combines two books: The Border Captain and Andrew Jackson: Portrait of a President, 1933, 1937; winner of the Pulitzer Prize for Biography in 1938.
- Meacham, Jon. American Lion: Andrew Jackson in the White House (2009), excerpt and text search
- Parton, James. Life of Andrew Jackson (1860). Volume I, Volume III.
- Remini, Robert V. The Life of Andrew Jackson. Abridgment of Remini's 3-volume monumental biography, (1988).
  - Andrew Jackson and the Course of American Empire, 1767–1821 (1977); Andrew Jackson and the Course of American Freedom, 1822–1832 (1981); Andrew Jackson and the Course of American Democracy, 1833–1845 (1984).
- Remini, Robert V. The Legacy of Andrew Jackson: Essays on Democracy, Indian Removal, and Slavery (1988).
- Remini, Robert V. Andrew Jackson and his Indian Wars (2001).
- Remini, Robert V. "Andrew Jackson", American National Biography (2000).
- Wilentz, Sean. Andrew Jackson (2005), short biography, stressing Indian removal and slavery issues excerpt and text search

### Biên soạn lịch sử
- Bugg Jr. James L. ed. Jacksonian Democracy: Myth or Reality? (1952), excerpts from scholars.
- Mabry, Donald J., Short Book Bibliography on Andrew Jackson, Historical Text Archive.
- Sellers, Charles Grier, Jr. "Andrew Jackson versus the Historians", The Mississippi Valley Historical Review, Vol. 44, No. 4. (March 1958), pp. 615–634. in JSTOR.
- Taylor, George Rogers, ed. Jackson Versus Biddle: The Struggle over the Second Bank of the United States (1949), excerpts from primary and secondary sources.
- Ward, John William. Andrew Jackson, Symbol for an Age (1962) how writers saw him.

### Chuyên ngành nghiên cứu
- Cave, Alfred A.. Abuse of Power: Andrew Jackson and the Indian Removal Act of 1830 (2003).
- Gammon, Samuel Rhea. The Presidential Campaign of 1832 (1922).
- Hammond, Bray. Andrew Jackson's Battle with the "Money Power" (1958) ch 8, of his Banks and Politics in America: From the Revolution to the Civil War (1954); Pulitzer prize.
- Meacham, Jon (2008). American Lion. Random House, Inc. ISBN 978-1-4000-6325-3.
- Latner Richard B. The Presidency of Andrew Jackson: White House Politics, 1820–1837 (1979), standard survey.
- Ogg, Frederic Austin; The Reign of Andrew Jackson: A Chronicle of the Frontier in Politics 1919. Short popular survey online at Gutenberg.
- Parsons, Lynn H. The Birth of Modern Politics: Andrew Jackson, John Quincy Adams, and the Election of 1828 (2009) excerpt and text search
- Ratner, Lorman A. Andrew Jackson and His Tennessee Lieutenants: A Study in Political Culture (1997).
- Rowland, Dunbar. Andrew Jackson's Campaign against the British, or, the Mississippi Territory in the War of 1812, concerning the Military Operations of the Americans, Creek Indians, British, and Spanish, 1813–1815 (1926).
- Schama, Simon. The American Future: A History (2008).
- Schlesinger, Arthur M. Jr. The Age of Jackson. (1945). Winner of the Pulitzer Prize for History. history of ideas of the era.
- Syrett, Harold C. Andrew Jackson: His Contribution to the American Tradition (1953). on Jacksonian democracy